# Lijst van beelden in Vlieland
Dit is een (onvolledige) chronologische lijst van beelden in Vlieland. Onder een beeld wordt hier verstaan elk driedimensionaal kunstwerk in de openbare ruimte van de Nederlandse gemeente Vlieland, waarbij beeld wordt gebruikt als verzamelbegrip voor sculpturen, standbeelden, installaties, gedenktekens en overige beeldhouwwerken.
| Geplaatst | Omschrijving                        | Kunstenaar            | Straat                                   | Plaats        | Materiaal      | Afbeelding                                |
| --------- | ----------------------------------- | --------------------- | ---------------------------------------- | ------------- | -------------- | ----------------------------------------- |
| 1962      | Betonreliëf, met bladmotieven ?     | onbekend              | Boereglop 4                              | Oost-Vlieland |                |                                           |
| 1987      | Zeester                             | Hans Bijtelaar        | Dorpsstraat 99, Tuin Museum Tromp's Huys | Vlieland      | keramiek       | Zeester van Hans Bijtelaar                |
| 1990      | Jutter                              | Suze Boschma-Berkhout | Dorpsstraat 127                          | Vlieland      | brons          | Suze Boschma-Berkhout, 1990               |
| 1994      | Scheepsvormen                       | Marco Goldenbeld      | Havenweg                                 | Vlieland      | brons          | Marco Goldenbeld,1994                     |
| 1998      | Jan Jacob Slauerhoff                | Ben van der Geest     | Dorpsstraat 27                           | Vlieland      | brons          | Ben van der Geest, 1998                   |
| 2000      | Willem de Vlamingh                  | Christine Chiffrun    | Havenweg 56                              | Vlieland      | brons          | Willem de Vlamingh van Christine Chiffrun |
| 2001      | Zeearend                            | Peter Petersen (1947) | Dijk achter Tromp's Huys                 | Vlieland      | brons          | Zeearend van Peter Petersen               |
| 2006      | Geit                                | Peter Petersen (1947) | Dorpsstraat 47                           | Vlieland      | brons          | Geit van Peter Petersen                   |
| 2006      | 14 Glaspanelen Slauerhoff           | Jan-Pieter Kok        | Diverse plaatsen                         | Vlieland      | glas           | Glaspaneel met Slauerhoff gedicht         |
| 2008      | Bootkieken 100 jaar Rederij Doeksen | Jan-Pieter Kok        | Lutinelaan / Havenweg                    | Oost-Vlieland | staal          | Bootkieken van Jan-Pieter Kok             |
| 2011      | Zeemeermin                          | Peter Petersen (1947) | Middenweg bij 10                         | Oost-Vlieland | brons          | Zeemeermin van Peter Petersen             |
| 2016      | Monument 1666                       | Peter Petersen (1947) | Dorpsstraat 99                           | Vlieland      | brons          | Monument 1666 van Peter Petersen          |
| 2020 ca.  | Windboek                            | Maarten Nijman        | Havenweg 56, Atelier-Galerie IJzerkunst  | Oost-Vlieland | graniet,metaal | Windboek van Maarten Nijman               |
| 2022      | Duinkersoord 100 jaar               | Maarten Nijman        | Badweg bij 3, (Strandhotel Seeduyn)      | Vlieland      | steen, ijzer   |                                           |
| 2022      | Liesbeth List plaquette             | Karel Zijlstra        | Liesbeth Listpad                         | Vlieland      |                | Liesbeth List plaquette                   |
| 2023      | Het Wrakje'                         | Maarten Nijman        | Postweg                                  | Vlieland      | steen, metaal  |                                           |
| onbekend  | Paardenhoofd'                       | Maarten Nijman        | Badweg 8 (Manege De Seeruyter)           | Vlieland      | Hoefijzers     |                                           |
| onbekend  | Moeflon, schol en aalscholver       | Peter Petersen (1947) | Dorpsstraat 99, tuin Museum Tromp's Huys | Oost-Vlieland |                |                                           |

Achtkarspelen ·
Ameland ·
Dantumadeel ·
De Friese Meren ·
Harlingen ·
Heerenveen ·
Leeuwarden ·
Noardeast-Fryslân ·
Ooststellingwerf ·
Opsterland ·
Schiermonnikoog ·
Súdwest-Fryslân ·
Smallingerland ·
Terschelling ·
Tietjerksteradeel ·
Vlieland ·
Waadhoeke ·
Weststellingwerf